# 荷蘭人東部探金
荷蘭人東部探金為台灣荷治時期1638年到1645年間，荷蘭東印度公司於現今東台灣尋找金礦的軍事行動。荷蘭人因從原住民口中得知東台灣藏有金礦，遂多次由台灣南端穿越排灣族領地前來探勘並征服敵對村社。然而經過多次用兵，皆未尋獲金礦所在，荷蘭人終究放棄了探金行動。雖然探金行動以失敗告終，但荷蘭人也藉此把東台灣納入治下，往後此地原住民開始出席地方會議（landdag）。